# Смирновка (Оренбургская область)
Смирновка — село в Соль-Илецком городском округе Оренбургской области на территории бывшего Михайловского сельсовета Соль-Илецкого района.

## География
Находится на левом берегу речки Бердянка на расстоянии примерно 41 километр по прямой на северо-восток от окружного центра города Соль-Илецк.

## Климат
Климат континентальный с холодной часто малоснежной зимой и жарким, сухим летом. Средняя зимняя температура −15,8 °C; Средняя летняя температура +21,2 °C. Абсолютный минимум температур −44 °C. Абсолютный максимум температур +42 °C. Среднегодовое количество осадков составляет 320 мм.

## История
Упоминается с 1923 года как один из хуторов села Михайловка (было три номерных хутора, какой из них стал потом Смирновкой ныне выяснить невозможно). В 1926 году хутор Смирновский уже имеет нынешнее название (19 дворов, 92 души). В 1929 году на хуторе из 44 хозяйств был организован колхоз «Серп и Молот», который просуществовал до 1957 года, когда был объединён с колхозом «Совет» и реорганизован в бригаду колхоза им. Калинина.

## Население
Постоянное население составляло 167 человек в 2002 году (60 % русские), 187 в 2010 году.